# صومعه کاراپات مقدس (آپاراکونیس)
صومعه کاراپات مقدس (آپاراکونیس) (ارمنی: Սուրբ Կարապետ եկեղեցի (Ապրակունիս)؛ انگلیسی: St. Karapet Monastery of Aprakunis) یک کلیسا متعلق به کلیسای حواری ارمنی واقع در شهر آپاراکونیس، شهرستان جلفا جمهوری آذربایجان می‌باشد. ساخت و ساز این ساختمان در ارمنیه، سیونیک، ارمنستان باگراتونی در سده‌های ۸-۹ام میلادی؛ به پایان رسید. این بنا به سبک معماری ارمنی طراحی شده است. 